# Gephyromantis atsingy
A Gephyromantis atsingy   a kétéltűek (Amphibia) osztályába és  a békák (Anura) rendjébe aranybékafélék (Mantellidae) családjába tartozó faj. 

## Előfordulása
Madagaszkár endemikus faja. A sziget nyugati részén, a Tsingy de Bemaraha integrált természetvédelmi területen honos. A típusfajt 122 m-es tengerszint feletti magasságban figyelték meg.

## Nevének eredete
Nevét felfedezésének helye, Tsingy de Bemaraha után kapta. A malgas atsingi szó azokra a jellegzetes, erózió által kialakított mészkő alakzatokat jelenti, amelyek a típuspéldány fellelése közelében találhatók.

## Megjelenése
Közepes méretű békafaj. A megfigyelt négy hím testhossza 31,5–39,8 mm, a 12 nőstényé 33,9–43,4 mm volt.

## Természetvédelmi helyzete
A vörös lista a veszélyeztetett fajok között tartja nyilván. Bár a faj viszonylag nagy számban fordul elő élőhelyén, élőhelyének helyi fenyegetettsége a populáció zsugorodását vonhatja maga után.